# Jean Isidore Harispe

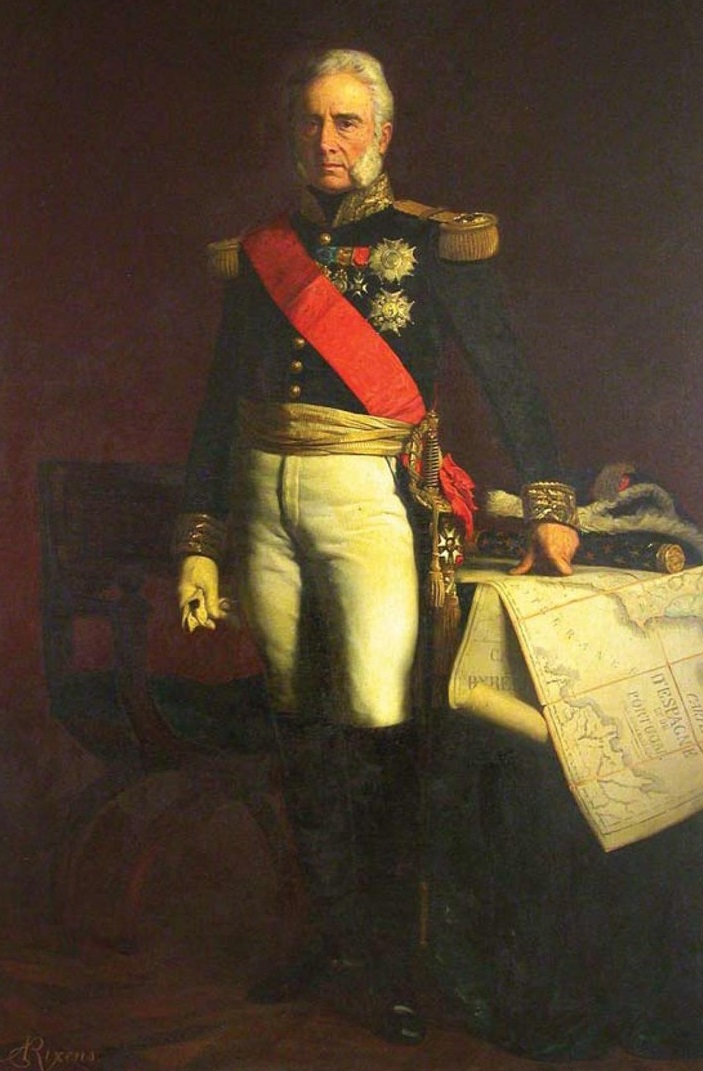
Général Jean Isidore Harispe

Jean Isidore Harispe (* 7. Dezember 1768 in Saint-Étienne-de-Baïgorry; † 26. Mai 1855 in Lacarre) war ein französischer General baskischer Herkunft.

## Leben
Harispe entstammt einer wohlhabenden Familie von Großgrundbesitzern. Durch die Revolution 1789 wurde der Wunsch seines Vaters – Jean Isidore solle Priester werden – nicht erfüllt. Mit 24 Jahren trat Harispe 1792 in die Armee ein und agierte bereits im darauffolgenden Jahr als Offizier in Saint-Jean-Pied-de-Port.
Er nahm an den Kämpfen in Spanien teil und kehrte 1795/96 wieder nach Frankreich zurück. 1799 kämpfte er unter Befehl von General James McDonald in Graubünden und wechselte später zur Armée d’Italie unter den Generälen Bon-Adrien-Jeannot de Moncey und Guillaume-Marie-Anne Brune.
Als der dritte Koalitionskrieg ausbrach, diente Harispe unter dem Maréchal d’Empire Charles Pierre François Augereau und kämpfte 1805/06 zusammen mit Jacques Desjardin. In der Schlacht bei Jena und Auerstedt (14. Oktober 1806) wurde er verwundet und dafür im Januar 1897 zum Général de brigade befördert. Als solcher kam er in den Stab von General Nicolas Jean-de-Dieu Soult und diente dort u. a. zusammen mit Jean-Antoine Verdier.
Harispe zeichnete sich durch seine Tapferkeit bei Guttstadt (5./6. Juni 1807), Heilsberg (10. Juni 1807) und Friedland (14. Juni 1807) aus. Bei Friedland wurde er verwundet, konnte aber bereits im Dezember desselben Jahres seinen Dienst als Chef des Stabes von Marschall Moncey antreten. Als solcher war er in den Napoleonischen Kriegen in Spanien eingesetzt.
Unter Befehl von Marschall Jean Lannes kämpfte Harispe in der Schlacht von Tudela und nahm 1808/09 an der Belagerung von Saragossa teil. Als der fünfte Koalitionskrieg ausbrach, kehrte Lannes nach Frankreich zurück und Harispe wurde Chef des Stabes von General Louis Gabriel Suchet.
In der Schlacht bei María de Huerva (15. Juli 1809) wurde Harispe schwer verwundet. Seine erste Schlacht nach seiner Gesundung war die Schlacht bei Lleida (29. April 1810). Bei der Belagerung von Tarragona (November 1811/Januar 1812) konnte er sich wiederum durch Tapferkeit auszeichnen.
Nach Einsätzen bei Valencia und Castalla nahm Harispe auch an der Schlacht von Vitoria (21. Juni 1813) teil. Beim Rückzug seiner Armee musste Harispe das eigene Schloss in seiner Heimatstadt niederbrennen um es nicht den britischen Truppen unter Feldmarschall Wellington überlassen zu müssen.
Er kämpfte noch in der Schlacht bei Orthez und, nachdem Napoleon bereits abgedankt hatte, noch in der Schlacht bei Toulouse, in der er durch eine Kanonenkugel ein Bein verlor.
Während der Restauration hatte sich Harispe den Bourbonen angeschlossen. Als Napoleon aber die Insel Elba verließ und dessen „Herrschaft der Hundert Tage“ begannen, kündigte Harispe König Ludwig XVIII. die Gefolgschaft und schloss sich erneut dem Kaiser an.
Nach der Schlacht bei Waterloo zog sich Harispe in sein inzwischen wieder aufgebautes Schloss zurück und blieb dort bis zur Julirevolution von 1830. Als Befürworter der Julimonarchie unterstützte er König Louis-Philippe I. und wurde dafür 1831 mit dem Amt eines Abgeordneten für Basses-Pyrénées belohnt. Im Zweiten Kaiserreich berief man ihn dann auch zum Senator.
Im Alter von über 86 Jahren starb Jean Isidore Harispe am 26. Mai 1855 in Lacarre und fand dort auch seine letzte Ruhestätte.

## Ehrungen
- Ordre royal et militaire de Saint-Louis
- 1835 Pair von Frankreich
- Commandeur der Ehrenlegion
- 1833 Großkreuz der Ehrenlegion
- Sein Name findet sich auf dem westlichen Pfeiler (36. Spalte) des Triumphbogens am Place Charles-de-Gaulle (Paris).
- Im 7. Arrondissement von Paris wurde die Rue du Maréchal-Harispe nach ihm benannt.